# Новояворівський ЗЗСО І-ІІІ ступенів

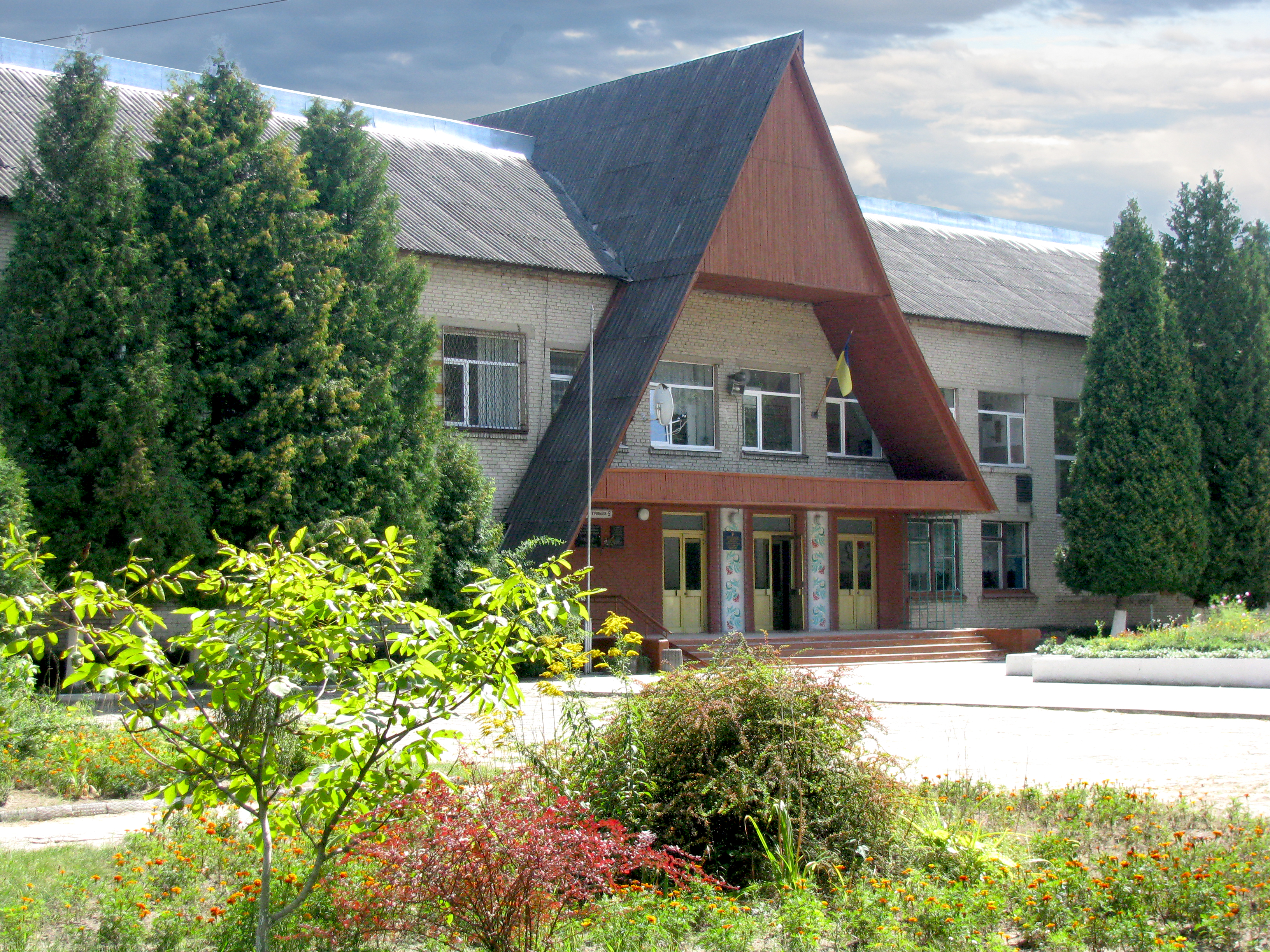
Вхід у Новояворівський ЗЗСО №1

Новояворівський ЗЗСО І-ІІІ ступенів - найстаріша школа у місті Новояворівськ. Спроможність закладу освіти складає 840 учнів. Кількість персоналу складає 93 особи . Філіями школи також є: Верещицька ЗОШ І ступеня, Молошковицька ЗОШ І ступеня. Код ЄДРПОУ: 22398351. 

## Історія закладу
Заснована у вересні 1969 року у селі Янтарне (зараз Новояворівськ). Директорами школи були: Олександр Миколайович Спірін, Микола Петрович Денис, Марія Миколаївна Харамбура. з 2001 року директором школи є Леся Миколаївна Кулагіна.

## Сучасність
На даний момент у школі навчається 1005 учнів. На території школи знаходяться: 45 класів, 2 інклюзивних класи, медпункт, їдальня, спортзал, актова зала, бібліотека, 2 трудових класи, 3 спеціалізовані кабінети, музей і спортивний майданчик.
Адміністрація

## В школі навчались
- Коцюба Віталій  - Герой України, активіст Євромайдану, Герой Небесної сотні.
- Варениця Роман  - Герой України, активіст Євромайдану, Герой Небесної Сотні.
- Карабін Сергій - український військовик, учасник війни на сході України, вояк 81-ї окремої аеромобільної бригади. Загинув 30 січня 2015 р. під час виконання бойового завдання поблизу с. Водяне Донецької області. Лицар ордену «За мужність» III ступеня (посмертно).
- Андрій Кузьменко - український співак, письменник, телеведучий, продюсер, актор. лідер гурту «Скрябін»